# Municipio de Atlixco
El municipio de Atlixco aːˈt͡ɬiːʃkoⓘ es uno de los 217 municipios que conforman al estado mexicano de Puebla. Su cabecera es la ciudad de Heroica Atlixco.

## Geografía
El municipio abarca un área de 293.01 km² y se encuentra a una altitud promedio de 1840 m s. n. m.
Colinda al norte con el municipio de Tianguismanalco, al noreste con el municipio de Santa Isabel Cholula, al este con el municipio de Ocoyucan, y el municipio de Teopantlán, al sureste con el municipio de San Diego la Mesa Tochimiltzingo; al sur con el municipio de Huaquechula, al suroeste con el municipio de Atzitzihuacán y  al oeste con el municipio de Tochimilco.

### Orografía

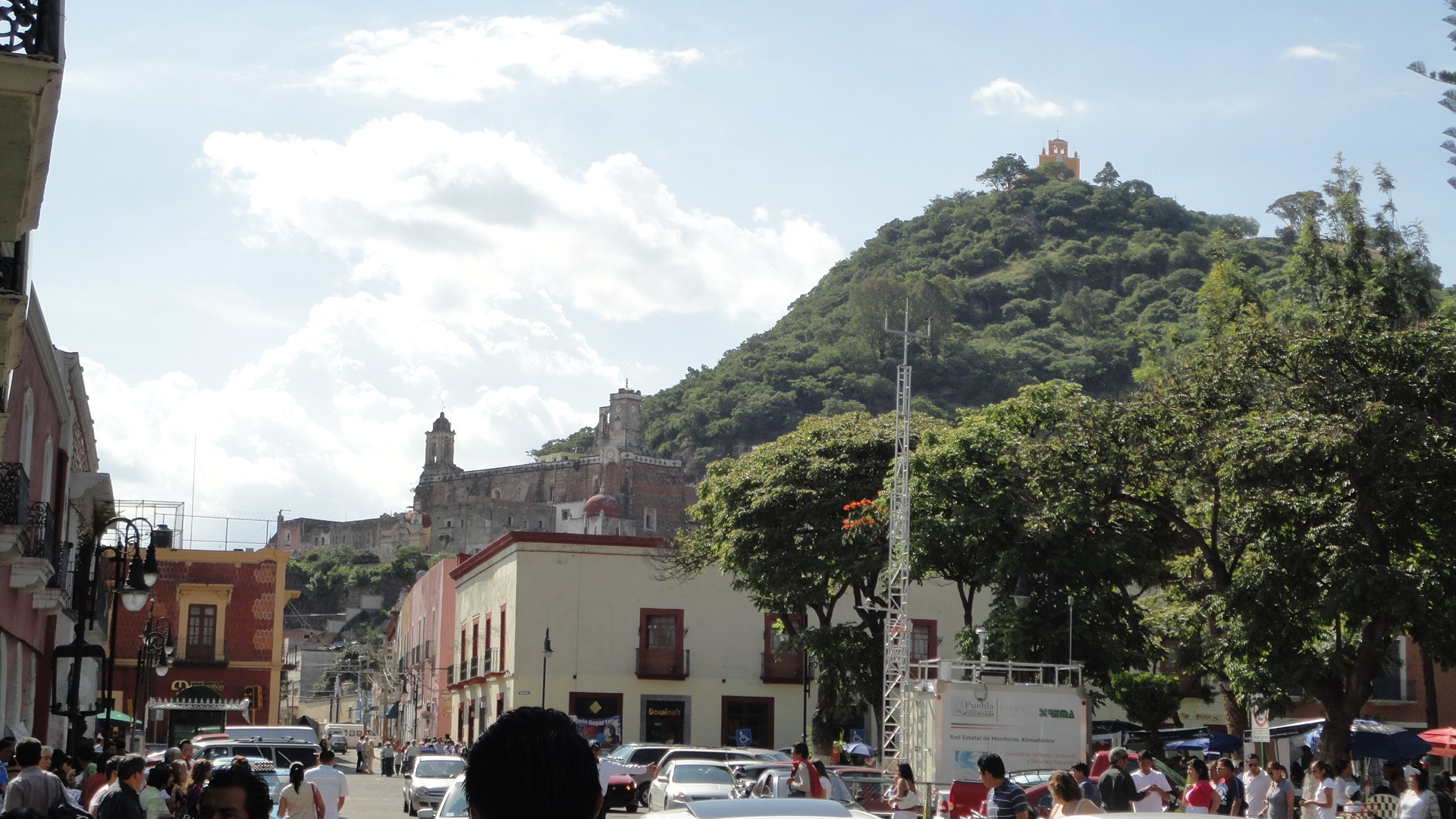
Cerro de San Miguel

El territorio del municipio se encuentra comprendido dentro de dos unidades morfológicas divididas por la cota 2,000 que atraviesa el Noroeste; hacia el Noroeste se encuentra el valle de Puebla, y de la cota hacia el este, el Valle de Atlixco; ambos descienden de las faldas meridionales de la Sierra Nevada. La orografía del terreno muestra su menor altura al sur con 1,700 m s. n. m.; conforme se avanza el Noroeste, el nivel del terreno va ascendiendo suavemente, por ser estribaciones del Volcán Iztaccíhuatl; así el extremo Noroeste alcanza la cota de 2,500 m s. n. m. El centro del municipio es un extenso valle, que lo recorre de norte a sur, y es donde se concentran la mayor parte de las localidades y vías de comunicación. Al sureste, aparecen formaciones montañosas aisladas que culminan en los cerros de Zoapiltepec y Texistle, que alcanzan un nivel superior a los 2,100 metros sobre el nivel del mar; también existen unos cerros aislados al norte, como el Pochote, Tecuitlacuelo, loma La Calera, el perro.

## Demografía
El municipio de Atlixco registra de acuerdo con en el Censo de Población y Vivienda realizado en 2010 por el Instituto Nacional de Estadística y Geografía un total de 127 062 habitantes, de los que 59 360 son hombres y 67 702 son mujeres.

### Localidades
En el municipio de Atlixco se localizan un total de 150 localidades, siendo las principales y su población en 2010 las siguientes:
| Localidad                    | Población |
| Total Municipio              | 127 062   |
| Atlixco                      | 86 690    |
| San Jerónimo Coyula          | 6 662     |
| Santa Cruz Tehuixpango       | 3 391     |
| San Pedro Benito Juárez      | 3 153     |
| El Encanto del Cerril        | 2 191     |
| Colonia Agrícola de Ocotepec | 1 898     |
| San Félix Hidalgo            | 1 628     |
| Santa Lucía Cosamaloapan     | 1 617     |
| San Isidro Huilotepec        | 1 408     |
| Santo Domingo Atoyatempan    | 1 400     |
| San Agustín Huixaxtla        | 1 064     |
| San Juan Tejaluca            | 1 027     |
| Guadalupe Huexocuapan        | 442       |

## Actividades económicas

### Agricultura
En este sector se cultiva alfalfa y se produce una variedad de granos como maíz, trigo, frijol, sorgo, cebada, garbanzo, haba y cacahuate; en cuanto a la horticultura destaca el chile verde, jitomate, lechuga, col, zanahoria, calabacitas, rábano y chícharo; también  se encuentran condimentos como: perejil, cilantros, epazote y diversos tipos de especies. Con relación a la fruticultura se encuentran plantaciones de guayabas, chirimoya, anona, jicama, limón, lama, granada y durazno; de manera especial destaca el aguacate criollo y el injertado en espléndidas variedades.

### Floricultura

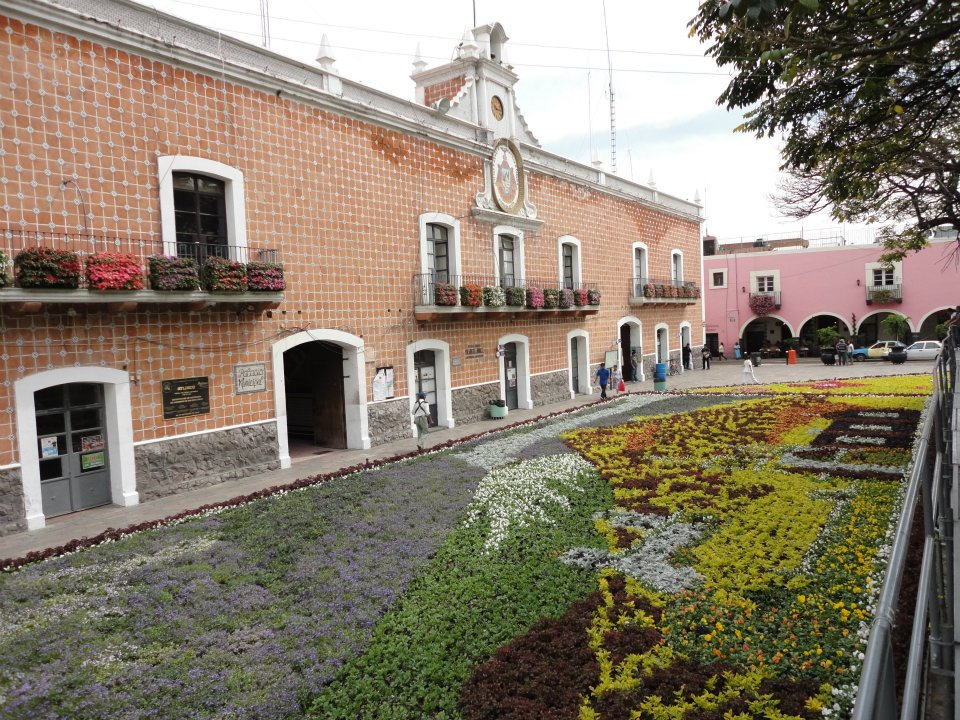
Mosaico floral que se realiza durante la feria

Es importante mencionar a la floricultura ya que el clima del municipio es ideal para el desarrollo de una extensa variedad de flores como: gladiola, crisantemo, orquídeas, alhelíes, rosas, nardos, bugambilias, manto y cempaxóchitl, principalmente.

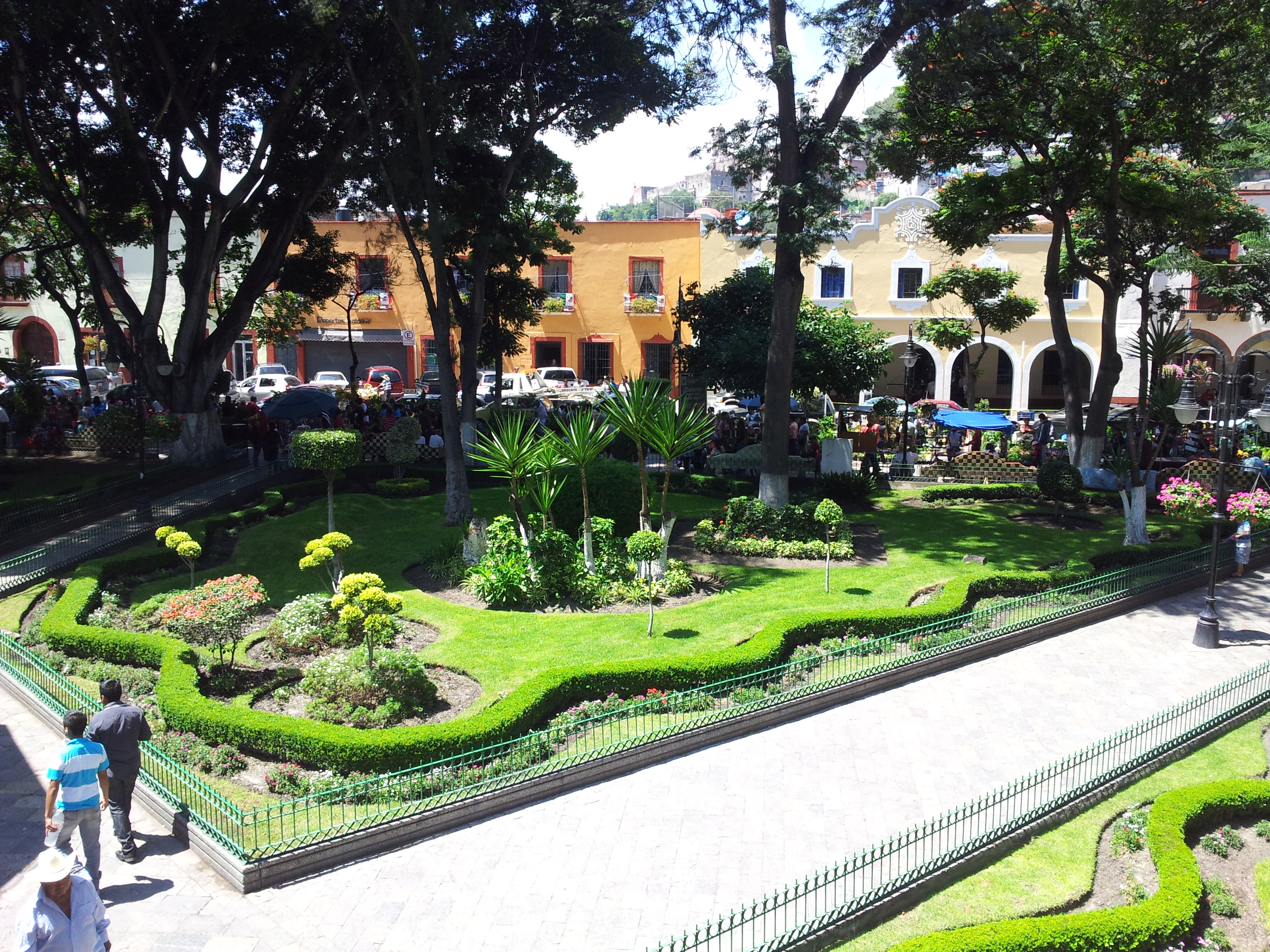
Vista de la plaza principal

### Ganadería
Sobresale la producción de ganado bovino para carne, leche, porcino; también se cuenta con lanar, caprino, equino así como mular .

### Agricultura
Esta se ha incrementado notablemente en el municipio lográndose una considerable producción de excelente calidad para la exportación.

### Industria
Fabricación de alimentos, elaboración de bebidas, industria textil, fabricación de prendas de vestir, industrias metálicas básicas, maquinaria y equipo trabajan cuero, pieles, cartón y vidrio, así como molienda de nixtamal, tortillerías y matanza de ganado. En el sector industrial se cuenta con 10 fábricas de distintas actividades de las cuales: 4 de Confección de Ropa, "Pionera Apparel" que se encuentra en la colonia El León; "Déborah Confecciones" se localiza en la Col. Francisco I. Madero; "ROA" y "Maquiladora del Valle de Atlixco" que se encuentra en la Col. Flores Magón; Fábrica Textil "El Volcán" en la Col. El Volcán; una de Material de Construcción "Atoyac" en la Col. El Carmen; una de Material Eléctrico y Electrónico "PIA" en la Col. Centro; una de empacadora de legumbres  "La Providencia" en la Col. Los Angeles; una Fábrica de Muebles "Salas Cisne" en la Col. Los Molinos; una de Productos de Hongos "Industria Setaria" en la Col. La Moraleda. Además existen 18 talleres de producción de alimentos en diferentes colonias de la ciudad y Juntas Auxiliares, así mismo, existen 10 talleres artesanales.

### Pesca
Cuenta  con el Centro Piscícola de San Diego Acapulco y con los tanques de Metepec, donde a baja escala, se encuentran criaderos de carpa.

### Minería
Existen dos fondos mineros de relativa importancia, uno produce barita y el otro caliza.

### Turismo

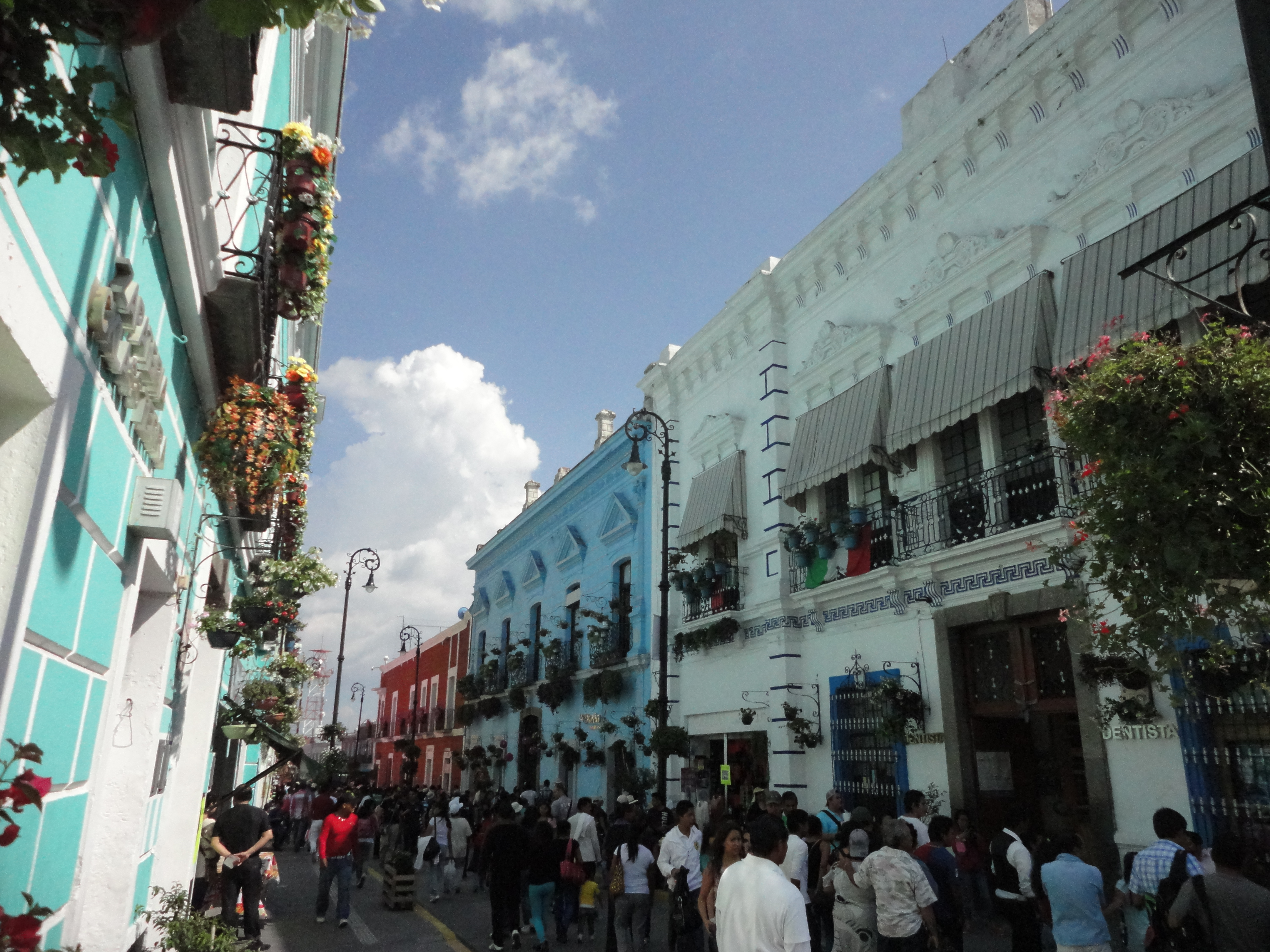
Camino principal para el Cerro de San Miguel

Entre los principales atractivos con que cuenta el municipio destacan las arquitecturas religiosas, como lo es el ex-Convento del Carmen del siglo XVI. La feria regional del aguacate. El Huey Atlixcáyotl, significa reunión de los pueblos; se celebra en el cerro de San Miguel; el último domingo de septiembre se reúnen alrededor de Atlixco todos los pueblos; donde realizan danzas para que llueva todo el año y a partir de este día empieza a llover.
Desde el 2011 un proyecto sin precedentes en el país logró convertir a este municipio en la Villa Iluminada que a medidos de noviembre y hasta la primera semana de enero recibe a un millón doscientos mil turistas, este evento dio origen a un proyecto productivo que fabrica figuras navideñas para más de 50 ciudades y 30 centros comerciales de México y Centroamérica, allí se puede apreciar el arte de la iluminación en el Museo de La Navidad que tiene abierta sus puertas todo el año.
El manantial y el balneario de Axocopan de aguas medicinales. Existen las cascadas de San Pedro y los Molinos, además cuenta con parques infantiles y lugares para día de campo. La Feria Internacional de la Rosa (finales de octubre a principios de noviembre).
Famoso por su Balnearios podrás visitar Aqua Paraíso, Villa Krystal Green, Las Palmas, Ayoa, Agua Verde, Metepec entre mucho otros.

### Comercio
En la cabecera del municipio se observa un comercio muy diversificado y de gran movimiento, no obstante la cercanía con la capital del estado; en su mayor parte la población se surte en establecimientos comerciales como: abarrotes y misceláneas, mercado de frutas y legumbres, almacenes de ropa, muebles para el hogar, aparatos eléctricos, papelerías, ferreterías, agencias para automóviles, materiales para la construcción, entre otros.

### Servicios
En cuanto a los servicios se dispone de gran variedad de establecimientos que prestan una diversidad de servicios tales como: hospedaje, restaurantes y fondas para la preparación de alimentos, talleres de reparación de automóviles, de aparatos eléctricos, instituciones financieras, etc.